# (9839) Crabbegat
(9839) Crabbegat (1988 CT2) – planetoida z grupy pasa głównego asteroid okrążająca Słońce w ciągu 3,87 lat w średniej odległości 2,47 j.a. Odkryta 11 lutego 1988 roku.